# Marița, Sofia
Marița (în bulgară Марица) este un sat în comuna Samokov, regiunea Sofia,  Bulgaria.

## Demografie
Componența etnică a satului Marița
     Nicio identificare (1,98%)
     Bulgari (71,06%)
     Romi (26,95%)
     Turci (0%)
La recensământul din 2011, populația satului Marița era de 705 locuitori. Din punct de vedere etnic, majoritatea locuitorilor (71,06%) erau bulgari, cu o minoritate de romi (26,95%). Pentru 1,98% din locuitori nu este cunoscută apartenența etnică.